# Brachycephalus margaritatus
Espèce
Brachycephalus margaritatus est une espèce d'amphibiens de la famille des Brachycephalidae.

## Répartition
Cette espèce est endémique de l'État de Rio de Janeiro au Brésil. Elle se rencontre à Engenheiro Paulo de Frontin et à Petropolis.

## Description
Cette espèce mesure de 15,0 à 18,9 mm

## Publication originale
- Pombal & Izecksohn, 2011 : Uma nova especie de Brachycephalus (Anura, Brachycephalidae) do estado do Rio de Janeiro. Papeis Avulsos de Zoologia (Sao Paulo), vol. 51, no 28, p. 443‑451 (texte intégral).